# PN 다이오드
PN 다이오드는 PN 접합을 기본으로한 반도체 다이오드의 유형이다. 다이오드는 한 방향으로 만 전류를 전도하며, 이 n형 반도체 층과 p형 반도체 층을 접합함으로써 이루어진다. 반도체 다이오드는 전류, 무선신호의 검출, 발광을 지시하는 교류 전류와 광선을 검출하는 정류 등 다양한 용도를 지니고 있다.

## 구조
상부 구조는 인접하는 n층의 옆에 P +-region의 급격한 굴곡을 방지하기 위해 메사를 이용한다.
바닥 구조는 큰 거리에 걸쳐 전압을 확산하고 전기장을 줄이는 P +-layor의 날카로운 모서리의 가장자리에 저농도 p형 가드링을 사용한다.
(N+ 또는N- 같은 윗 첨자는 무겁거나 가벼운 불순물 도핑 수준을 참조.)

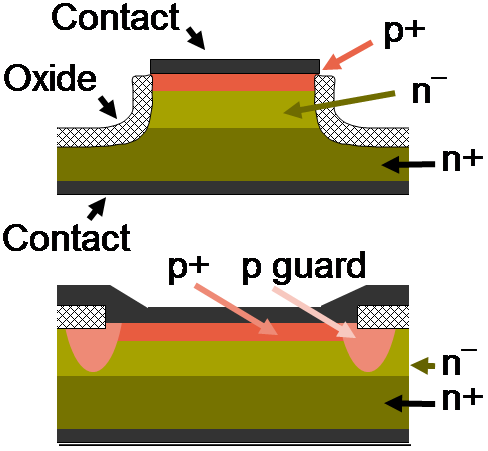

## 같이 보기
- pin 다이오드